# Tonna canaliculata
Tonna canaliculata is een slakkensoort uit de familie Tonnidae. De wetenschappelijke naam is gepubliceerd in 1758 door Linnaeus in de tiende editie van Systema naturae.